# Byrrhinus monilicornis
Byrrhinus monilicornis är en skalbaggsart som beskrevs av Champion 1923. Byrrhinus monilicornis ingår i släktet Byrrhinus och familjen lerstrandbaggar. Inga underarter finns listade i Catalogue of Life.